# 태양궁 점성술
태양궁 점성술(太陽宮 占星術, sun sign astrology)은 많은 신문과 잡지 그리고 포털 사이트 등에서 가장 흔히 나타나는 점성술의 형태이다. 그것은 어떤 사람의 출생 때에 태양이 열두 개의 황도대 별자리 중에서 하나에 들어 있다고 하는 그것의 위치만을 고려하는 간소화된 한 점성술 체계이다. 그 해의 열두 별자리 중에서, 그 별자리는 그 사람의 출생 태양궁이나 별자리로 불린다.
태양궁 점성가들은 그러한 기본 12 구간을 전제로, 전통적인 규칙을 사용하여 현재의 모든 행성들의 현재 배치를 서로 연관 지어서 각각의 별자리에 예언적 의미를 부여한다. 모든 천체들 중에서 달이 겉보기에 가장 빠르기 때문에, 종종 태양궁 점성술의 예언을 위한 일일 경향의 주요 지표로 사용된다.
모든 점성술과 마찬가지로, 이것 역시 과학 공동체들에 의해서 의사과학으로 여겨진다.

## 역사
17세기의 윌리엄 릴리가 신문에 점성술을 게재한 최초의 점성가이지만, 1930년까지 태양궁 점성술은 개발되지 않은 것으로 알려져 있다. R. H. 네일러가 점성술 기고를 연재하던 한 신문을 통해 그가 R101 비행선의 사고를 예언했다는 주장이 제기되었다. 그러함은 네일러에게 신문의 기고에 적합한 간소화된 점성술 체계를 찾도록 의무감을 불어 넣었다. 다소의 실험을 거친 후에, 네일러는 태양궁 점성술로 결정했다.

## 태양의 별자리
아래의 표는 라틴어 이름과 한국어 번역 이름, 그리고 개인의 호칭을 수록한다. 또한, 그것은 각각의 별자리와 연관되는 원소와 속성도 나열한다. 태양을 공전하는 지구의 궤도는 지구의 자전과 동시성을 가지지 않는다는(즉 한 해는 정수의 날 수로 계산되지 않는다는) 사실로 인해, 태양궁의 시작 날과 끝 날은 매년마다 (하루 정도) 차이가 있을 수도 있지만, 거의 근사하다. 별자리에 대한 입장과 퇴장의 정확한 날짜와 시간은 천문 소프트웨어나 천체력을 통해서 얻을 수 있다.
| 기호 | 별자리 이름 (라틴어)   | 개인의 호칭 (라틴어)             | 상징 (영어)                         | 원소 | 속성   | 극성 | 연관 천체 | 태양궁의 근사치 기간 (오차범위: ± 1/2일) |
| ---- | ---------------------- | -------------------------------- | ----------------------------------- | ---- | ------ | ---- | --------- | ---------------------------------------- |
|      | 염소자리 (Capricorn)   | 염소자리의 사람 (Capricorn)      | 염소 (The Goat)                     | 흙   | 활동성 | 음   | 토성      | 12월 22일 ~ 1월 19일                     |
|      | 물병자리 (Aquarius)    | 물병자리의 사람 (Aquarian)       | 물동이를 진 사람 (The Water-Bearer) | 공기 | 고정성 | 양   | 천왕성    | 1월 20일 ~ 1월 18일                      |
|      | 물고기자리 (Pisces)    | 물고기자리의 사람 (Piscean)      | 물고기 (The Fish)                   | 물   | 변통성 | 음   | 해왕성    | 2월 19일 ~ 3월 20일                      |
|      | 양자리 (Aries)         | 양자리의 사람 (Arian 또는 Arien) | 숫양 (The Ram)                      | 불   | 활동성 | 양   | 화성      | 3월 21일 ~ 4월 19일                      |
|      | 황소자리 (Taurus)      | 황소자리의 사람 (Taurean)        | 황소 (The Bull)                     | 흙   | 고정성 | 음   | 금성      | 4월 20일 ~ 5월 20일                      |
|      | 쌍둥이자리 (Gemini)    | 쌍둥이자리의 사람 (Geminian)     | 쌍둥이 (The Twins)                  | 공기 | 변통성 | 양   | 수성      | 5월 21일 ~ 6월 20일                      |
|      | 게자리 (Cancer)        | 게자리의 사람 (Cancerian)        | 게 (The Crab)                       | 물   | 활동성 | 음   | 달        | 6월 21일 ~ 7월 22일                      |
|      | 사자자리 (Leo)         | 사자자리의 사람 (Leo)            | 사자 (The Lion)                     | 불   | 고정성 | 양   | 태양      | 7월 23일 ~ 8월 22일                      |
|      | 처녀자리 (Virgo)       | 처녀자리의 사람 (Virgo)          | 처녀 (The Maiden)                   | 흙   | 변통성 | 음   | 수성      | 8월 23일 ~ 9월 22일                      |
|      | 천칭자리 (Libra)       | 천칭자리의 사람 (Libran)         | 천칭 (The Scales)                   | 공기 | 활동성 | 양   | 금성      | 9월 23일 ~ 10월 22일                     |
|      | 전갈자리 (Scorpio)     | 전갈자리의 사람 (Scorpio)        | 전갈 (The Scorpion)                 | 물   | 고정성 | 음   | 명왕성    | 10월 23일 ~ 11월 21일                    |
|      | 사수자리 (Sagittarius) | 사수자리의 사람 (Sagittarian)    | 사수 (The Archer)                   | 불   | 변통성 | 양   | 목성      | 11월 22일 ~ 12월 21일                    |

## 같이 보기
- 태양궁
- 천궁도 점성술
- 천궁도